# Franz von Letmathe
Franz von Letmathe (* 15. Oktober 1575; † 12. April 1638) war ein deutscher römisch-katholischer Geistlicher und Domherr in Münster.

## Leben
Franz von Letmathe wurde als Sohn des Temmo von Letmathe zu Langen und dessen Gemahlin Jaspara Droste zu Vischering geboren. Sie war die Tochter des Heidenreich Droste zu Vischering.  Mit dem Erhalt der Tonsur am 7. Mai 1593 wurde er auf ein geistliches Leben vorbereitet. Am 7. Februar 1596 nahm er nach der Präsentation durch den Turnar Dietrich von Plettenberg die Dompräbende in Besitz, auf die zuvor sein Bruder Johann verzichtet hatte. Heidenreich, sein anderer Bruder, war Domdechant in Münster. Mit der Aufschwörung auf die Geschlechter Letmathe, Droste, Voß und Hoberg wurde er am 27. Februar emanzipiert. Franz lebte in einem Konkubinat. Am 17. Februar 1614 bestätigte er, seine Konkubine aus seiner Kurie entfernt zu haben. Da diese die Stadt nicht verließ, wurde ein Untersuchungsausschuss eingesetzt. Franz wurde bestraft. Am 9. November 1614 bestätigte er, seine Konkubine wohne jetzt in Lengerich. Am 3. September 1616 erhielt Franz die Niederen Weihen und wurde tags darauf Subdiakon. Am 1. März 1618 optierte er das Archidiakonat St. Martini des verstorbenen Domherrn Hermann Spieß. Am 2. November 1622 wurde er zum Nachfolger des Propstes von Elverfeldt als Assessor der Pfennigkammer bestimmt. Am 15. April 1638 wurde Franz im Umgang des Doms zu Münster beigesetzt. Kurze Zeit später, am 5. Mai, bat sein Sohn Franz, ihn im Garten vor dem Neubrückentor zu belassen.